# Inwangsan
Inwangsan är ett berg i Sydkorea.   Det ligger i provinsen Seoul, i den nordvästra delen av landet, i huvudstaden Seoul. Toppen på Inwangsan är 338 meter över havet, eller 225 meter över den omgivande terrängen. Bredden vid basen är 2,0 km.
Terrängen runt Inwangsan är platt åt sydväst, men åt nordost är den kuperad. Runt Inwangsan är det mycket tätbefolkat, med 10 000 invånare per kvadratkilometer. Närmaste större samhälle är Seoul, 2,8 km sydost om Inwangsan. Runt Inwangsan är det i huvudsak tätbebyggt.